# Betroka jacobsella
Betroka jacobsella är en fjärilsart som beskrevs av Pierre E.L. Viette 1955. Betroka jacobsella ingår som enda art i släktet Betroka och i familjen Ethmiidae.  Inga underarter finns listade i Catalogue of Life.